# Adware
Adware (reklamni softver ili oglašivački softver, na engleskom jeziku također i advertising-supported software) je program koji automatski prikazuje ili skida (preuzima) oglase na računalo nakon što je instaliran neki softver ili nakon korištenja neke aplikacije. Pojedini oglašivački programi pripadaju i špijunskom softveru te se stoga mogu svrstati u programe koji narušavaju privatnost korisnika. 

## Opis
Obično se nalazi u besplatnim programima (freeware) kako bi njihovi autori pokrili troškove koji su bili potrebnu za izradu tih programa, no nalazi se i u nekim ograničeno djeljivim programima (shareware), programima koje je potrebno platiti nakon određenog roka korištenja. U nekim slučajevima, korisnik ne mora platiti program ako koristi takozvanu adversku inačicu. 
Ponekad poslovne tvrtke stavljaju program kako bi pratile koje internetske stranice korisnici posjećuju, onda stavljaju oglas istog naslova kao i internetska stranica koju korisnik traži. 
Primjeri oglašivačkih programa su Kaaza, Zwinky, WhenU, Zango, Alexa, Gator, ErrorSafe itd. Klijent elektroničke pošte Eudora popularan je primjer programa s adverskom inačicom. Nakon probnog programa za vrijeme kojeg su dostupne sve opcije, korisniku su ponuđene tri opcije: besplatna inačica (s nekim nedostupnim opcijama), adverska inačica sa svim dostupnim opcijama i oglasima, ili plaćena inačica s također svim dostupnim opcijama, ali bez uključenih oglasa. Među najpoznatije oglašivačke programe ubraja se i Adware/TryMedia.
Oglašivački programi mogu biti klasificirani kao ostali oblici štetnih programa, primjerice kao trojanski konj koji se predstavlja kao neka korisna aplikacija te pritom prikazuje različite oglase. 
Programi koji služe za uklanjanje oglašivačkih programa su standardne antišpijunske (antispyware) aplikacije, primjerice Ad-Aware, CA Anti-Spyware i Spybot - Search & Destroy. Većina antivirusnih programa također mogu otkriti špijunski i oglašivački softver, ili mogu pak ponuditi zasebni antišpijunski paket. Kao i drugi programi za sigurnost, i programi specijalizirani za uklanjanje špijunskog i oglašivačkog softvera trebaju biti redovito ažurirani, kako bi sigurnosni softver prepoznao njihove nove vrste.  

### BonziBuddy
BonziBuddy je bila vrsta besplatnog programa koji je postojao u razdoblju od 1999. do 2005. godine. Na stranici Bonzi.com tvrdilo se da pomoću tog programa korisnik može istraživati Internet. 2002. u članku Consumer Reportsa Web Watch napisano je da BonziBuddy sadržava program stražnja vrata (eng. backdoor)Santa pomoću kojeg se prikupljaju podaci o korisniku, dok ga je tvrtka Safer Networking (koja je napravila Spybot - Search & Destroy) opisala kao "alatnu traku za Internet Explorer koja mijenja njegove postavke i korisnikovu početnu stranicu bez korisnikovog odobrenja, prikuplja podatke o korisniku te prikazuje oglase".
Ovaj program je osim toga, oštećivao korisnikove sustavske datoteke i prikazivao različite oglase, a podatke koje je prikupio slao je trećim stranama.